# Rive droite, rive gauche
Ne doit pas être confondu avec Rive droite / Rive gauche.
Pour plus de détails, voir Fiche technique et Distribution.
Rive droite, rive gauche est un film français réalisé par Philippe Labro sorti le 31 octobre 1984, avec Gérard Depardieu, Nathalie Baye et Carole Bouquet. Cette dernière a reçu une nomination au César de la meilleure actrice dans un second rôle.

## Synopsis
Paul est un avocat d'affaires à succès originaire de la Rive Droite de la Seine. Il représente entre autres le célèbre financier et investisseur Pervillard. Bien qu'il soit marié, Paul tombe amoureux d'une femme nommée Sacha, jeune divorcée de la Rive Gauche. Pour l'amour de Sacha, Paul provoque un scandale politique en affichant les manoeuvres de Pervillard au grand jour. Sacha lui prouve son appréciation mais ils doivent désormais craindre la colère de Pervillard ainsi que celle de Babée, l'épouse jalouse de Paul.

## Fiche technique
- Titre : Rive droite, rive gauche
- Réalisation : Philippe Labro
- Scénario et dialogues : Philippe Labro et Françoise Labro
- Producteur : Alain Terzian
- Sociétés de production : Films A2 et T. Films
- Sociétés de distribution : Hachette-Fox Distribution et IVS Internacional Video Sistemas S.L.
- Photographie : Pascal Marti
- Musique : Michel Berger (Michel Berger n'a laissé aucune partition, celle-ci est toujours restée introuvable ne laissant aucun espoir de la retrouver un jour)[réf. souhaitée]
- Montage : Martine Barraqué
- Durée : 99 minutes
- Genre : Drame
- Pays de production :  France
- Cascades : Rémy Julienne
- Coordinateur des combats et des cascades : Claude Carliez et son équipe
- Tournage : Studios de Billancourt
- Génériques : Euro-Titres
- Laboratoires : Eclair
- Matériel de tournage : Transpalux
- Costumes : Jackie Budin
- Costumes : Dominique Morlotti pour Gérard Depardieu et Jacques Weber
- Format : Couleur
- Langue : français
- Son : Mono
- Casting : Marie-Cristine Lafosse et Fabienne Bichet
- Maquillage : Alain Bernard (styliste coiffure), Jacky Bouban (artiste maquillage) et Jean-Pierre Eychenne (artiste maquillage)
- Chef décoration : Geoffroy Larcher
- Assistants réalisation : Michel Thibaud (premier assistant), Pascal Deux (second assistant); Bruno Herbulot (stagiaire)
- Son : Auguste Galli (2de équipe), Jean-Michel Chauvet (perchman), Marie-Aimée Debril (bruiteur), Michel Desrois, Jean-Paul Loublier (mixeur), Alain Lévy (assistant) et Jérôme Lévy
- Date de sortie :
  - France : 31 octobre 1984
- Box-office France : 1 590 291 entrées

## Distribution
- Gérard Depardieu : Paul Senanques
- Nathalie Baye : Alexandra (dite Sacha) Vernakis
- Carole Bouquet : Babée Senanques
- Bernard Fresson : François-René Pervillard
- Jacques Weber : Guarrigue, associé de Senanques
- Charlotte de Turckheim : Catherine, la patronne de Sacha
- Marcel Bozonnet : homme de confiance de Pervillard
- Philippe Laudenbach : le présentateur
- Jean-Yves Berteloot : un médecin
- Jérôme Anger : un médecin
- Éric Prat : un journaliste
- François Bernheim : Landau
- Jacques Boudet : Le ministre
- Daniel Colas : Franchet
- Marc de Jonge : Jaffré
- Robert Bruce : Bobby
- Claude Lecat : Marie
- Roland Oberlin : Marlat
- Jean-François Josselin : Jean-François
- Philippe Tansou : Carré
- Olivier Raft :
- Jean Conca :
- Agnès Daems : La concierge
- Erick Desmarestz :
- Jean Farran : Le PDG aux ordinateurs
- Renaud Gast : Charlie
- Bruno Herbulot :
- Jacques Herlin : Monsieur Vernakis
- Hervé Hiolle :
- Vincent Martin :
- Catherine Mongodin : Marie-Claude, la secrétaire de l'agence
- Charlie Nelson :
- Morgan Paupe : Julien Senanques
- Jacques Pélissier : Le type de la TV
- Michel Pilorgé : Le président
- Valérie Schoeller :
- Jacqueline Staup : Madame Racet, la secrétaire du cabinet d'avocats
- Daniel Tarrare :
- Beth Todd : Sophie
- Michel Trottin :
- Christine Ockrent : Elle-même (voix)
- Olivier Raffit :

## Distinctions

### Nominations
- César 1985 :  César de la meilleure actrice dans un second rôle pour Carole Bouquet